# Anthony de Francisci

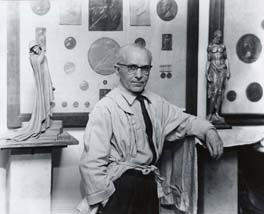
Anthony de Francisci em seu estúdio.

Anthony (Antonio) de Francisci  (Sicília, 13 de julho de 1887 – Manhattan, 20 de agosto de 1964) foi um escultor ítalo-americano que projetou uma série de moedas e medalhas dos Estados Unidos. Seu projeto o mais famoso foi o dólar da paz, que foi cunhado primeiramente em 1921.